# Идеални тип
Идеални тип је концептуално чиста категорија у типологији, хипотетички конструкт који сажима, апстрахује и стилизује многа запажања о неком предмету или појави, како би се добила једна складна и логична мисаона целина. Овај конструкт је апстрактан, појам о некој појави која се у таквом виду не среће у стварности. 
Идеални тип формулишемо једностраним наглашавањем једне или више тачки гледишта и синтезом већег броја дифузних, дискретних, мање или више присутних или повремено одсутних конкретних феномена, које аранжирамо уз помоћ тих једноставно наглашених тачки гледишта у јединствен мисаони конструкт.